# Teleférico Olesa-Esparraguera
El teleférico Olesa-Esparraguera fue el primer teleférico de uso no turístico que se construyó en Cataluña. Fue una extensión de la línea Llobregat-Noya. Su construcción respondió a la demanda de los usuarios de la zona. Los habitantes de Esparraguera tenían en la línea nuevas posibilidades de conexión con el municipio vecino de Olesa de Montserrat, además de poder ir hacia la ciudad de Barcelona y la de Manresa, usando el teleférico hasta Olesa de Montserrat y allí la línea Llobregat-Noya de tren. El aéreo monocable recorría 1007 metros en 4 minutos, teniendo cada cabina capacidad para 15 personas. Inició sus servicios el 14 de octubre del 2005 y se prevenía que alrededor de 250000 usuarios utilizarían el aéreo cada año. Sin embargo, el 1 de enero de 2012 se clausuró de forma definitiva a causa de los recortes de la crisis económica que sufría España. Ese mismo día se puso en servicio un servicio lanzadera en forma de autocar desde Olesa de Montserrat (41°32′25″N 1°53′20″E / 41.540344, 1.888838) hasta Esparraguera. (41°32′03″N 1°52′48″E / 41.534182, 1.879902)

## Detalles
- El teleférico era de tipo vaivén (no daba la vuelta a las estaciones) monocable, con estaciones en Olesa y Esparraguera.
- La distancia de 440 m entre las pilonas P4 y P5, además de permitir el "salto" por encima del río Llobregat, permitía que si llegaba el agua de la lluvia, las pilas quedaran fuera de la zona inundable.
- Las dos pilonas más altas eran las más cercanas al río Llobregat y llegaban a 32 metros de alto.
- Las cabinas se encontraban y se cruzaban entre las pilonas P4 y P5.
- Las cabinas estaban dotadas de un sistema de intercomunicación con el centro de control del aéreo, mediante un interfono y cámaras de vigilancia.
- Estaba prevista una posible futura ampliación del servicio colocando otra cabina justo al lado de las actuales, que subirían y bajarían juntas, por lo que se podría haber doblado la capacidad.

## Recorrido
| Estación                                         | Enlaces | Municipio           | Zona |
| ------------------------------------------------ | ------- | ------------------- | ---- |
| Teleférico de Olesa de Montserrat - Esparraguera |         |                     |      |
| Olesa de Montserrat                              |         | Olesa de Montserrat | 3B   |
| Esparreguera                                     |         | Esparreguera        | 3B   |

### Coordenadas de las estaciones
- Estación de Olesa de Montserrat: 41°32′25.59″N 1°53′21.00″E / 41.5404417, 1.8891667
- Estación de Esparreguera: 41°32′1.241″N 1°52′44.09″E / 41.53367806, 1.8789139